# カワウソ
カワウソ（獺、川獺）は、食肉目イタチ科カワウソ亜科（カワウソあか、Lutrinae）に分類される構成種の総称。

## 分布
南極大陸、オーストラリア大陸、ニュージーランドを除く、世界全域の水辺や海上で生息している。

## 形態
最小種はコツメカワウソで体長41 - 64センチメートル、尾長25 - 35センチメートル。皮下脂肪の層はほとんどないが、下毛が密生することで空気がたまり保温する役割を果たしている。
四肢は短く、指趾の間に水かきのある種が多い。鉤状に発達した爪のある種が多い。
泳ぎが得意で、水中での生活に適応している。また、ラッコ以外のカワウソ亜科は陸上でも自由に行動することができる。
水かきをもった四肢は短く、胴体は細長い。このような体型は水の抵抗が少なく、敏捷な泳ぎを可能にしている。体は密生した下毛と固くて長い剛毛に覆われており、これらの体毛が水を弾くことにより、水中で体温が奪われることを防いでいる。頭の上部は扁平で、耳、目、鼻が同一線上に並んでいるため、水に潜りながらこれらの感覚器を水面上に同時に出し、周囲の様子を窺うことができる。また、水中では耳孔や鼻孔を閉じることができる。

## 分類
2008年に発表されたイタチ科の核DNAやミトコンドリアDNAの最大節約法・最尤法・ベイズ法による分子系統推定でも、本亜科の単系統群であることが支持されている。一方で亜科内の系統関係で不明瞭な点もあり最大節約法ではノドブチカワウソがラッコと姉妹群という解析結果が得られたのに対して、最尤法では旧世界のカワウソ類+ラッコの中ではノドブチカワウソが最も初期に分岐したという解析結果が得られている。この解析では本亜科はイタチ属とミンク（アメリカミンク）が分類されるミンク属Neovisonからなる狭義のイタチ亜科の姉妹群という解析結果が得られている。2022年に発表された本亜科の最尤法による比較ゲノム解析ではラッコが旧世界のカワウソ類の姉妹群となり、ノドブチカワウソが旧世界のカワウソ類から最も初期に分岐したという解析結果が得られている。複数の解析からコツメカワウソを含むツメナシカワウソ属はビロードカワウソに対する側系統群となる結果が得られており、このためツメナシカワウソ属を細分化しコツメカワウソ属を復活させる（ビロードカワウソ属はシノニムとなりうる）説があるが、一方で属間の分岐年代が新しいことからノドブチカワウソ属を除く旧世界のカワウソ類（カワウソ属・ツメナシカワウソ属・コツメカワウソ属・ビロードカワウソ属）をカワウソ属のシノニムとする説も提唱されている。
以下の分類・英名はMSW3 (Wozencraft, 2005) に、和名はDuplaix・今泉訳 (1986)・斉藤ら (1991)・Morris & Beer・鈴木訳 (2013)・川田ら (2018) に従う。
- ツメナシカワウソ属 Aonyx
  - Aonyx capensis ツメナシカワウソ African clawless otter（ツメナシカワウソ（ケープツメナシカワウソ）A. capensisとザイールツメナシカワウソ（コンゴツメナシカワウソ）A. congicusの2種に分割する説もあり[10]）
  - Aonyx cinerea コツメカワウソ Oriental small-clawed otter（コツメカワウソ属Amblonyx[9]に分割する説もあり）
- ラッコ属 Enhydra
  - Enhydra lutris ラッコ Sea otter
- ノドブチカワウソ属 Hydrictis（カワウソ属に含める説もあり[9]）
  - Hydrictis maculicollis ノドブチカワウソ Spotted-necked otter
- カナダカワウソ属 Lontra
  - Lontra canadensis カナダカワウソ North American river otter
  - Lontra felina ミナミウミカワウソ Marine otter
  - Lontra longicaudis オナガカワウソ Neotropical otter
  - Lontra provocax チリカワウソ Southern river otter
- カワウソ属 Lutra
  - Lutra lutra ユーラシアカワウソ European otter
  - †Lutra nippon ニホンカワウソ Japanese otter（絶滅種）
  - Lutra sumatrana スマトラカワウソ Hairy-nosed otter
- ビロードカワウソ属 Lutrogale
  - Lutrogale perspicillata ビロードカワウソ Smooth-coated otter
- オオカワウソ属 Pteronura
  - Pteronura brasiliensis オオカワウソ Giant otter

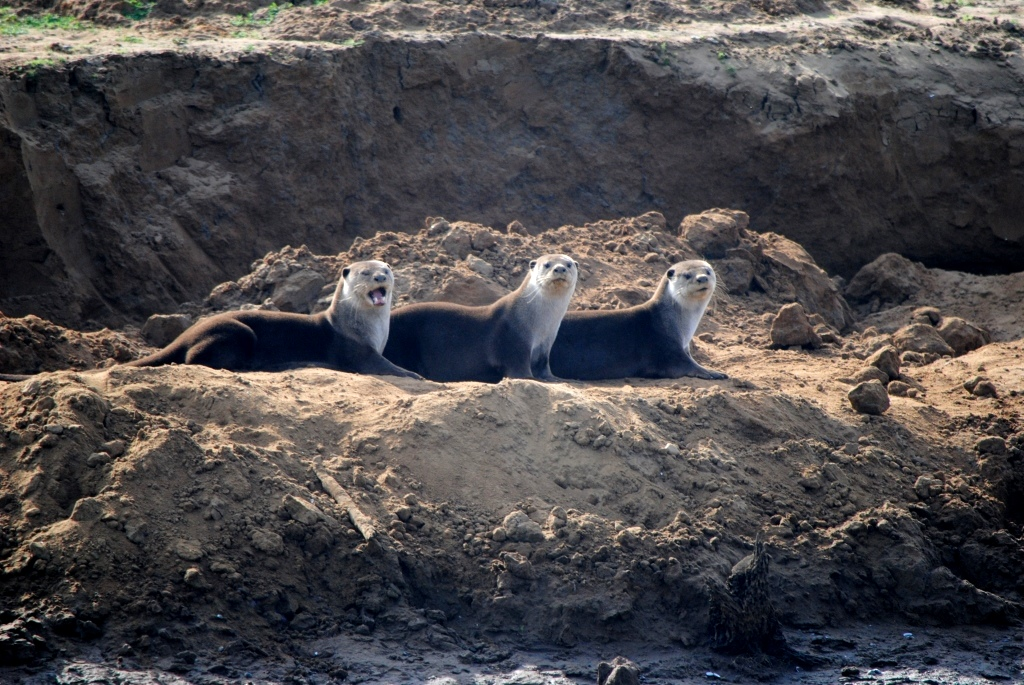
ビロードカワウソ
- ラッコ

### ニホンカワウソ
ニホンカワウソ（Lutra nipponないしLutra lutra whiteleyi）は、かつては北海道から九州まで、日本中に広く生息していたが、乱獲や開発による生息環境の変化で激減。1974年7月に高知県須崎市で捕らえられ、1975年4月に愛媛県宇和島市九島で保護されたのが最後の事例。同年3月5日に高知県幡多郡佐賀町（現在の黒潮町）の国道56号で轢死体を回収した。そして人間に目撃された最後の目撃例が1979年（昭和54年）6月の須崎市となっていた。2012年8月、環境省のレッドリスト改訂で正式に絶滅が宣言された。なお愛媛県は2014年10月に更新した「愛媛県レッドデータブック2014」で、絶滅していないことを前提とする「絶滅危惧種」に引き続き指定している。
2017年（平成29年）2月にカワウソの姿が対馬に設置された琉球大学のカメラに捉えられ、同年8月に発表された。日本国内では38年ぶりとなる。環境省による調査の結果、糞から検出したDNAから対馬に生息するカワウソは韓国とサハリンのユーラシアカワウソに近縁であることが発表された。
MSW3 (Wozencraft, 2005) ではニホンカワウソを独立種Lutra nipponとしているが、過去の分布を"widely distributed in Japan"としており北海道を含めた日本広域とみなしている可能性がある。ニホンカワウソの記載論文を含むMSW3の出典では北海道産はL. nipponとされたことはなく、他の日本産食肉類でも北海道の分布に誤りや見落としがあることからユーラシアカワウソの分布域から北海道が見落とされた可能性が指摘されている。

## 生態
肉食性であり、ザリガニ、カエル、魚などを泳ぎながら手で捕まえて食べる。小臼歯や顎の筋肉が良く発達しており甲殻類は殻ごと食べられる他、口でぶら下がることも出来る。
小型の獲物は捕らえてすぐに捕食するが、大型のものは一度陸に上げて捕食する。特に捕らえた魚を川岸に並べる習性を持つ種がいる。
知能が高く器用で力もあるため、石で貝を割るだけでなく、物を移動させて足場を作りドアを開けることも可能である。このためカワウソ用のケージの鍵は犬用と比較して複雑な構造となっているが、これらも学習する可能性が指摘されている。
社会構造は種によって異なり単独で生活する種と、家族群を形成して生活する種がいる。

## 人間との関係
飼い慣らすことは難しいが、バングラデシュなどアジアではカワウソで魚を網に追い込ませる鵜飼いのような伝統漁法カワウソ漁がある。2000年代に入っては継承者が減りつつあり消滅の危機にある。また16世紀末から17世紀初めにかけ、ヨーロッパの貴族の間で鵜飼いがスポーツとして流行しており、1618年にはジェームズ1世が飼っている「ウ」や「ミサゴ」と共にカワウソを漁用に飼育していた記録が残っている。水族館で飼育している個体に芸を覚えさせることにも成功している。近年はカワウソをペットとして飼うブームが起きているが人気が高まると同時に密輸などの問題も出て来ている。
環境汚染に対して脆弱であり、酸性雨や餌となる動物が取り込んだ農薬などの化学物質による影響が懸念されている。

## 伝承

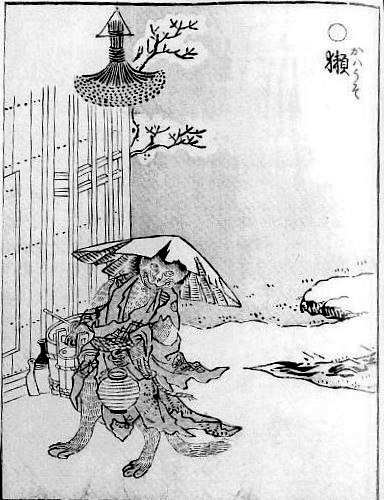
「獺」（かわうそ、鳥山石燕『画図百鬼夜行』より）

東アジアでは、キツネやタヌキ同様に人を化かす伝承が多く伝わっている。水中を自由に動き巧みに魚を捕ることから漁師になぞらえた話も多い。
漢字の「獺」は「天を頼りとする獣」の意で、捕らえた魚を並べる習性が天地や祖先への祀りと信じられたことに由来する。魚を陸に並べる習性は礼記にある「先祖を祭っているようだ」との記述から「獺祭魚」と呼ばれ、詩作や著作の際に引用や調査のため多くの書物を広げ並べている様やその人を指すようになった。

### 日本
和名は「カワオソ」が転訛したもので、「川に住む恐ろしい動物」の意があると考えられている。
日本の石川県能都地方では、20歳くらいの美女や碁盤縞の着物姿の子供に化け、誰何されると、人間なら「オラヤ」と答えるところを「アラヤ」と答え、どこの者か尋ねられると「カワイ」などと意味不明な答を返すといったものから、加賀（現在の石川県）で、城の堀に住むカワウソが女に化けて、寄って来た男を食い殺したような恐ろしい話もある。
江戸時代には、『裏見寒話』『太平百物語』『四不語録』などの怪談、随筆、物語でもカワウソの怪異が語られており、前述した加賀のように美女に化けたカワウソが男を殺す話がある。
安芸国安佐郡沼田町（現在の広島県広島市安佐南区沼田）の伝説では「伴（とも）のカワウソ」「阿戸（あと）のカワウソ」といって、カワウソが坊主に化けて通行人のもとに現れ、相手が近づいたり上を見上げたりすると、どんどん背が伸びて見上げるような大坊主になったという。
青森県津軽地方では人間に憑くものともいわれ、カワウソに憑かれた者は精魂が抜けたようで元気がなくなるといわれた。また、生首に化けて川の漁の網にかかって化かすともいわれた。

「川うその化け物」のブロンズ像（水木しげるロード）

石川県鹿島郡や羽咋郡ではかぶそまたはかわその名で妖怪視され、夜道を歩く人の提灯の火を消したり、人間の言葉を話したり、18歳-19歳の美女に化けて人をたぶらかしたり、人を化かして石や木の根と相撲をとらせたりといった悪戯をしたという。人の言葉も話し、道行く人を呼び止めることもあったという。
石川県や高知県などでは河童の一種ともいわれ、カワウソと相撲をとったなどの話が伝わっている。北陸地方、紀州、四国などではカワウソ自体が河童の一種として妖怪視された。室町時代の国語辞典『下学集』には、河童について最古のものと見られる記述があり、「獺（かわうそ）老いて河童（かはらふ）に成る」と述べられている。
向田邦子 『思い出トランプ』冒頭の短篇「かわうそ」において、カワウソのしぐさは次のように描写されている。「子供のための小動物を集めたコーナーのプールに、二頭のかわうそがふざけていた。//どちらが牡でどちらが牝かわからなかったが、二頭ともじっとしているということがなかった。水に浮かんだ木の葉を魚にでも見たてているのか、わざと物々しく様子をつくってぶつかってゆく。//そうかと思うと、ポカンとした顔をして浮いている。ポカンとしている癖に、左右に離れた黒い小さな目は、油断なく動いているらしく、硬貨をじゃらつかせて餌の泥鰌入れに近寄る気配を見せると、二頭は先を争って、泥鰌の落ちてくる筒の下で、人間の手のような前肢をすり合せ、キイキイとにぎやかに騒ぎ立て催促する」。

### アジア
アイヌ語ではエサマン（esaman）と呼ぶが、アイヌの卜占にカワウソの頭骨を使う『エサマンキ（Esamanki）』があることから、アイヌと交易を行っていた北方民族の言語（ツングース語族）で呪術師を意味するシャーマン（šaman）との関連も指摘されている。このほかにもウォルンチロンヌㇷ゚（水にいる獣）、サパカㇷ゚ケクㇽ（禿げた神）、ペッニル（川を縫う）など生態に関連した呼び名もある。アイヌの伝承では人を騙したり食料を盗むなど悪い印象で語られるが、同時に物忘れや失敗をする憎めないキャラクターという側面もある。水中での動きの良さにあやかろうと子供の手首にカワウソの皮を巻く風習があり、泳ぎや漁が上手い者を「エサマンのようだ」と賞賛することもある。ウラシベツ（現在の網走市浦士別）で、カワウソの魔物が人間に化け、美しい娘のいる家に現れ、その娘を殺して魂を奪って妻にしようとする話がある。またアイヌ語ではラッコを本来は「アトゥイエサマン（海のカワウソ）」と呼んでいたが、夜にこの言葉を使うとカワウソが化けて出るため、昼間は「ラッコ」と呼ぶようになったという伝承がある。カワウソの頭を食べると放心して物忘れする伝承もある。
中国では、美女に化けるカワウソの話が『捜神記』『甄異志』などの古書にある。
朝鮮半島にはカワウソとの異類婚姻譚が伝わっている。李座首（イ・ザス）という土豪には娘がいたが、未婚のまま妊娠したので李座首が娘を問い詰めると、毎晩四つ足の動物が通ってくるという。そこで娘に絹の糸玉を渡し、獣の足に結びつけるよう命じた。翌朝辿ってみると糸は池の中に向かっている。そこで村人に池の水を汲出させると糸はカワウソの足に結びついていたのでそれを殺した。やがて娘が生んだ子供は黄色（または赤）い髪の男の子で武勇と泳ぎに優れ、3人の子を儲けたが末の子が後の後金の太祖ヌルハチであるという。
ベトナムにもカワウソとの異類婚姻譚が伝わっている。丁朝大瞿越を建てた丁部領（ディン・ボ・リン）は、母親が水浴びをしているときにカワウソと交わって出来た子であり、父の丁公著はそれを知らずに育てたという。

### 北米
アラスカ、カナダの先住民族であるトリンギットには、カワウソにさらわれた女を接点にして交易を行い、双方に富をもたらしたという伝承がある。
ウィリアム・J・ロングはビーバーとカワウソは天敵同士ではないにもかかわらず、互いに攻撃する様子を見て先住民に理由を尋ねたところ、「ビーバーはカワウソの子供を盗んで奴隷にするから嫌っている」という話を聞いたと記している。またロングはカワウソがビーバーのダムを破壊する、子供のカワウソがビーバーの家族と行動しているのを観察している。ロングが話を聞いた先住民は「キーオネク」と呼んでいるという。